# Morenci (Arizona)
Morenci è una località degli Stati Uniti d'America, situata nella contea di Greenlee, nello Stato dell'Arizona.